# Aus e Aussat
Aus e Aussat (en francès Aux-Aussat) és un municipi francès situat al departament del Gers i a la regió d'Occitània.

## Geografia

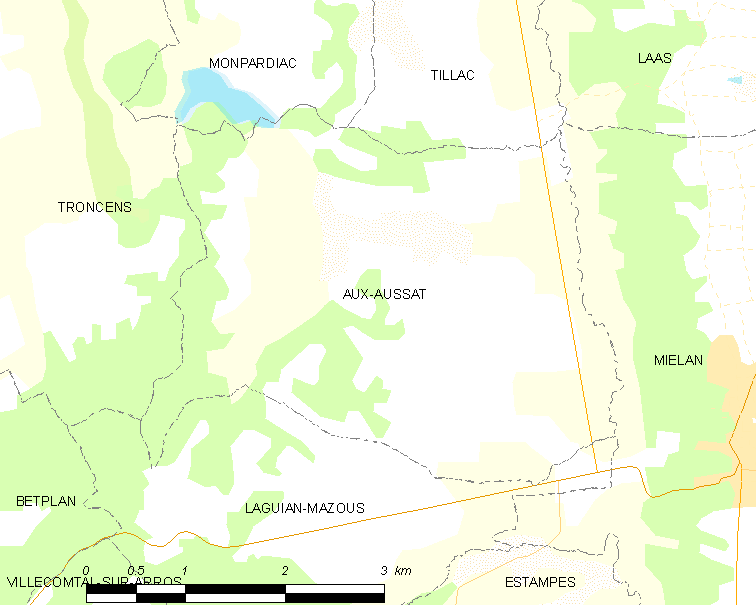
Mapa de la comuna de Aus e Aussat

## Administració i política

### Alcaldes
| Període | Identitat    | Partit        |
| ------- | ------------ | ------------- |
| 2001-   | Claude Senac | Divers droite |

## Demografia
| 1962                                       | 1968 | 1975 | 1982 | 1990 | 1999 | 2006 |
| ------------------------------------------ | ---- | ---- | ---- | ---- | ---- | ---- |
| 277                                        | 297  | 245  | 228  | 201  | 201  | 241  |
| Des de 1962: població sense dobles comptes |      |      |      |      |      |      |